# Modelo de Huff
El modelo de Huff es un modelo probabilístico para estimar la demanda que tendría un establecimiento comercial en función de su posición relativa.

## Modelo simple
De forma general, el modelo presupone que existen m comercios y n zonas habitadas, lo que genera una matriz de tiempos de viaje {\displaystyle T_{ij}} entre cada par de zona residencial i y cada comercio j. Dicho tiempo, atemperado por un exponente {\displaystyle \beta } es la principal variable para determinar el porcentaje de los potenciales compradores de la zona que van a cada local.
Así, cada zona i aporta a un establecimiento j un número de clientes 

{\displaystyle N_{ij}=p_{ij}*C_{i}={\frac {S_{j}/T_{i}j^{\beta }}{\sum _{j=1}^{m}S_{j}/T_{ij}^{\beta }}}*C_{i}}

donde

{\displaystyle N_{ij}} es el número de clientes que van de la zona i a j

{\displaystyle p_{ij}} es el porcentaje de clientes que acuden sobre la demanda total

{\displaystyle C_{i}} es la demanda total de la zona i

{\displaystyle S_{j}} es el tamaño del establecimiento

{\displaystyle T_{ij}} es el coste del desplazamiento en tiempo

{\displaystyle \beta } es un coeficiente empírico que ajusta el decaimiento con la distancia

## Modelo multivariable
El modelo de Huff se puede generalizar para más de un factor en lo que se llaman modelos MCI (Interacción Competitiva Multiplicativa)